# Anticommutativité
 (avril 2019).
Si vous disposez d'ouvrages ou d'articles de référence ou si vous connaissez des sites web de qualité traitant du thème abordé ici, merci de compléter l'article en donnant les références utiles à sa vérifiabilité et en les liant à la section « Notes et références ».
En mathématiques, l'anticommutativité est la propriété caractérisant les opérations pour lesquelles intervertir deux arguments transforme le résultat en son opposé. Par exemple, une opération binaire ✻ est anticommutative si
Cette propriété intervient en algèbre, en géométrie, en analyse et, par conséquent, en physique.

## Définition
Étant donné un entier naturel n, une opération n-aire est dite anticommutative si intervertir deux arguments transforme le résultat en son opposé. 
Plus formellement, une application {\displaystyle *:A^{n}\to G} de l'ensemble de tous les n-uplets d'éléments d'un ensemble A dans un groupe G est dite anticommutative si pour toute permutation σ de l'ensemble {1, 2, … ,n}, on a :
{\displaystyle \forall (x_{1},x_{2},\dots ,x_{n})\in A^{n}\qquad x_{1}*x_{2}*\dots *x_{n}=\operatorname {sgn}(\sigma )\;x_{\sigma (1)}*x_{\sigma (2)}*\dots *x_{\sigma (n)}},
où sgn(σ) désigne la signature de σ.
Cette formule est à interpréter comme suit :
- si deux n-uplets se déduisent l'un de l'autre par une permutation impaire alors leurs images sont symétriques l'une de l'autre dans le groupe G ;
- si deux n-uplets se déduisent l'un de l'autre par une permutation paire alors ils ont même image.

La formule comporte donc un abus de notation puisqu'a priori, l'ensemble d'arrivée G est seulement un groupe, dans lequel « –1 » et la multiplication n'ont pas de sens précis. Dans le groupe G, noté ici additivement, (–1) g représente le symétrique (ou opposé) –g d'un élément g.
Le cas n = 2 est particulièrement important. Une opération binaire {\displaystyle *:A\times A\to G} est anticommutative si
{\displaystyle \forall (x_{1},x_{2})\in A\times A\qquad x_{1}*x_{2}=-\;x_{2}*x_{1}},
ce qui signifie que x1✻x2 est l'élément symétrique de x2✻x1 dans le groupe G.

## Exemples
- Sont anticommutatifs :
  - la soustraction ;
  - le produit vectoriel ;
  - le crochet de Lie.
- Une application multilinéaire anticommutative est dite antisymétrique.

## Propriété
Si le groupe G est tel que
{\displaystyle \forall g\in G\quad (g=-g~\Rightarrow ~g=0)},
c'est-à-dire si l'élément neutre est le seul élément qui soit égal à son symétrique alors :
- pour toute opération binaire ✻ anticommutative et tout élément x1 on a :

{\displaystyle x_{1}*x_{1}=0} ;
- plus généralement, pour toute opération n-aire ✻ anticommutative, l'image de tout n-uplet {\displaystyle (x_{1},\ldots ,x_{n})} comportant une répétition (c.-à-d. tel que {\displaystyle x_{i}=x_{j}} pour au moins deux indices i et j distincts) est égale à l'élément neutre :

{\displaystyle [\exists i\neq j\quad x_{i}=x_{j}]\Rightarrow x_{1}*x_{2}*\dots *x_{n}=0}.
Cette propriété est plus connue dans le cas particulier d'une application n-linéaire antisymétrique {\displaystyle f:E^{n}\to F} (E et F étant des espaces vectoriels sur un même corps K) : si la caractéristique de K est différente de 2 alors le seul vecteur de F égal à son opposé est le vecteur nul, si bien que f est alternée.